# Myoxanthus hirsuticaulis
Myoxanthus hirsuticaulis är en orkidéart som först beskrevs av Oakes Ames och Charles Schweinfurth, och fick sitt nu gällande namn av Carlyle August Luer. Myoxanthus hirsuticaulis ingår i släktet Myoxanthus och familjen orkidéer. Inga underarter finns listade i Catalogue of Life.